# Église protestante luthérienne d'Oldenbourg
L’Église protestante luthérienne d’Oldenbourg (en allemand Evangelisch-Lutherische Kirche in Oldenburg), dont le siège est à Oldenbourg (Basse-Saxe), est une église protestante allemande d’obédience luthérienne. Toujours appelée "Landeskirche" (église nationale) en raison de son ancien statut d’église nationale du comté devenu duché, puis grand-duché et enfin l’état libre d'Oldenbourg, elle fait partie de l’Église protestante en Allemagne (EKD). Comme toutes les églises nationales, c’est un établissement public.

## Effectifs et situation institutionnelle
L’Église protestante luthérienne d’Oldenbourg compte 361 096 membres et 117 paroisses (en décembre 2023).
Bien que prépondérant luthérienne (sauf une seule paroisse réformée à Accum), elle n’est pas membre de l’Église protestante luthérienne unie d'Allemagne (VELKD) où elle a néanmoins un statut d’église invitée ; elle est directement membre de la Fédération luthérienne mondiale. Elle appartient également à la Confédération des Églises protestantes en Basse-Saxe et à la communion des églises protestantes en Europe (CEPE).
L’Église dispose d’une « académie protestante » (institut de formation et structure d’échange) à Oldenbourg, d’un « lycée populaire » (formation professionnelle pour adultes) à Rastede, d’un centre de conférences et maison d’hôtes à Ahlhorn, d’une Société biblique et d’autres institutions, dont le collège pastoral à Loccum, conjointement avec l’Église protestante luthérienne de Hanovre.
L’Église est actuellement dirigée par un évêque élu par le synode de l’Église selon les règles du système presbytérien synodal. Avant 1934, le synode n’élisait pas un évêque, mais un président de l’Oberkirchenrat (Conseil supérieur de l’Église) ; ce poste de direction de l’église était dénommé surintendant général de 1640 à 1853, et juste surintendant auparavant. L’église épiscopale est l’église Saint-Lambert d’Oldenbourg (en). Contrairement à la plupart des autres églises protestantes, le mandat de l’évêque n’est pas limité dans le temps. Il prend habituellement sa retraite à 68 ans.

## Territoire
L’essentiel du territoire de l’Église protestante luthérienne d'Oldenbourg est constituée de la partie principale de l’ancien État d'Oldenbourg, c’est-à-dire c’est-à-dire sa partie centrale, sans les exclaves des territoires de Lübeck et de Birkenfeld. Les villes libres du comté d’Oldenbourg (Oldb), Delmenhorst et Wilhelmshaven (une enclave prussienne jusqu’en 1937) ainsi que les comtés d’Ammerland, de Cloppenburg et de Wesermarsch appartiennent complètement à la région de l’église régionale aujourd’hui. L’ancien État d’Oldenbourg a été intégré à l’État de Basse-Saxe en 1946, mais l’église d’Oldenbourg n’a pas fusionné avec ses voisines, bien qu’elle soit quasiment enclavée dans le territoire de l’Église protestante luthérienne de Hanovre et l’Église protestante de Brême et qu’elle fasse partie de la Confédération des Églises protestantes en Basse-Saxe. Les modifications de limites municipales ou de district faites par la suite n’ont pas non plus affecté le territoire de l’Église d’Oldenbourg.

## Historique
L'histoire de l’Église régionale (Landeskirche) d’Oldenbourg est étroitement liée à l'histoire de l'État d'Oldenbourg. Dans ce qui était à l’époque le comté d'Oldenbourg, la Réforme intervient probablement dès 1527. La première reconnaissance légale intervient avec l’introduction par le réformateur Hermann Hamelmann (de) de la première discipline ecclésiastique pour l’église d’Oldenbourg en 1573. Le consistoire institué pour diriger l’église a essayé de superviser l’enseignement et la vie dans les communautés avec l’aide d’un ordre de visite. En 1590, le petit catéchisme Martin Luther en bas allemand a été premier livre imprimé à Oldenbourg.
De 1667 à 1773, la région s’est trouvée placée sous administration danoise. Puis les comtés d’Oldenbourg et de Delmenhorst sont revenus à la principauté de Lübeck, administrée depuis le début du XVIe siècle par des administrateurs basés à Eutin. En 1774, les princes-évêques ont été élevés à la dignité de ducs. En 1803, l’évêché de Lübeck fut sécularisé et rattaché en tant que principauté laïque de Lübeck au duché d’Oldenbourg, qui se composait désormais de deux zones distinctes ; plus tard lui a été adjointe la principauté de Birkenfeld, nouvelle zone sans continuité territoriale avec le duché. De 1810 à 1813, ces territoires sont sous administration française. L’évêque et administrateur suprême de l’église du duché d’Oldenbourg est alors le duc ou le grand-duc d’Oldenbourg en tant que « summus episcopus ».
En 1918, après la disparition du régime de gouvernement seigneurial des églises à la suite de l’abolition des monarchies en Allemagne, l’État libre d’Oldenbourg fut maintenu avec l’intégralité de son territoire en trois parties. L’église régionale d’Oldenbourg était auparavant divisée en deux églises régionales indépendantes, l’Église protestante luthérienne du district d'Oldenbourg dans l’État libre d’Oldenbourg et l’Église protestante luthérienne du district de Lübeck dans l’État libre d’Oldenbourg (après 1937 dénommée Église protestante luthérienne d’Eutin). La principauté de Birkenfeld possédait déjà dès l’origine une église régionale indépendante, l’Église protestante de Birkenfeld, car une union avec l'église nationale d’Oldenbourg était impossible en raison de questions confessionnelles dues à la présence à Birkenfeld de quelques paroisses réformées.
L’Église protestante luthérienne du district d’Oldenbourg dans l’État libre d’Oldenbourg a reçu en 1920 une nouvelle constitution. L’église a dès lors été dirigée par le président de l’Oberkirchenrat (conseil ecclésiastique supérieur) ; il a reçu le titre d’« évêque » en 1934. L’idée d’une fusion des églises régionales en Basse-Saxe pour former une seule Landeskirche fait à l’heure actuelle l’objet de débats fréquents dans l’église.